# Spagna ai X Giochi olimpici invernali
La Spagna partecipò ai X Giochi olimpici invernali, svoltisi a Grenoble, Francia, dal 6 al 18 febbraio 1968, con una delegazione di 19 atleti impegnati in tre discipline.